# Kõõru (Saaremaa)
Kõõru (Duits: Köro) is een plaats in de Estlandse gemeente Saaremaa, provincie Saaremaa. De plaats heeft de status van dorp (Estisch: küla).
De plaats viel tot in oktober 2017 onder de gemeente Kihelkonna. In die maand werd Kihelkonna bij de fusiegemeente Saaremaa gevoegd.

## Bevolking
Het dorp had 7 inwoners op 31 december 2011 en 8 inwoners op 31 december 2021.

## Geschiedenis
Kõõru werd voor het eerst genoemd in 1592 onder de naam Koro Peet, een boerderij op het landgoed van Pidula. De naam is waarschijnlijk afgeleid van de naam van de boer. Tussen 1977 en 1997 maakte het dorp deel uit van Pidula; in 1997 werd het weer een zelfstandig dorp.